# Большая Брембола
Больша́я Бре́мбола — село в Переславском районе Ярославской области при речке Ветлянке.
Постоянное население на 1 января 2007 года — 698 человек.

## История
Судя по названию (сопоставимо с марийским «прем-бола» — на излучине, вертлянка), основана финно-угорским племенем меря. В X веке заселена славянами из смоленских кривичей. Курганные погребения были разрыты в 1853 году и извлечённые из них находки хранятся в Москве в Историческом музее.
Первые документальные данные о селе Бремболе относятся ко времени Василия Тёмного (1425—1462 годы): «Брембольского диакона сын Алексей, — читаем мы в родословной дворян Шолоховых и Чёртовых, — дияк был введеной у великого князя Василия Васильевича», а иначе сказать, был личным секретарём Московского князя. Для истории села здесь важно то, что в Бремболе в XV веке был церковный причт и, следовательно, была церковь. Вместе с тем этот факт даёт возможность предполагать, что в то время Брембола была дворцовым селом. Прямые указания на это относятся к 1554 году. В разъезжей грамоте Переславского Данилова монастыря на село Троицкое с помещиком села Пожарского (Логинова) Крячком Воропановым перечисляются крестьяне «царёвых и великого князя ис подклетных сёл» и, между прочими, села Большой Бремболы. В смутное время село оставалось дворцовым.
В 1678 году село было разбито на 9 крошечных поместий, владельцы которых были: стольник Иван Иванович Релант, Яков Макарович Панов, Никита Васильевич Вяземский, Фёдор Иванович Плохово, Игнатий Семёнович Чекин, Михаил Алексеевич Сумароков, Афанасий Иванович Костерин, Андрей Тимофеевич Чернцов, Иван Тимофеевич Чернцов. Здесь же были вотчинники Никита Фёдорович Борков, Никита Леонтьевич Ушаков, Василий Львович Юшков.
В 1694 году часть села отдана Данилову монастырю, у которого была до секуляризации 1764 года.
В селе работала школа грамоты, учащихся в 1893 году было 15.
В 1930 году в селе создан колхоз «Борьба», ставший передовым.

## Население
| 1859 | 1897 | 1905 |
| ---- | ---- | ---- |
| 534  | 502  | 496  |

| 1859 | 1897 | 1905 | 1926 | 2007 | 2010 |
| ---- | ---- | ---- | ---- | ---- | ---- |
| 534  | ↘502 | ↘496 | ↗755 | ↘698 | ↗701 |

## Церковь
Церковь святого пророка Ильи известна с 1628 года. В 1706 году на средства вотчинника Алексея Ивановича Янова построен каменный храм. Три престола: в холодной во имя Святой Живоначальной Троицы, в приделах тёплых в честь Покрова Божией Матери и святого пророка Илии.

## Известные жители
В селе жил и работал Герой Социалистического Труда Василий Ефимович Привезенцев.
В Большой Бремболе родился и вырос Михаил Иванович Смирнов (1868—1949), историк, краевед, исследователь истории Переславль-Залесского края.

### В литературе
- Село фигурирует в книге Эдуарда Успенского «Привидение из Простоквашино».

— Вот я недавно в «Сельскохозяйственной газете» читала, — сказала она, размахивая веником, — что в деревне под Переславлем-Залесским есть одно колхозное привидение — Бешеный барин называется. Я даже газету сохранила.
Бабушка пошаркала ногами, принесла газету и стала читать:
"Недавно нашему ярославскому корреспонденту Коркину стало известно, что в деревне Большие Бремболы под Переславлем-Залесским живёт привидение Бешеный барин.
Оно регулярно появляется в туманные дни и ходит вдоль покосов. Считается, что это привидение бывшего председателя колхоза Баринова.
— Он при жизни никому покоя не давал и сейчас не хочет успокоиться, — говорят пожилые колхозники.